# Julian Cavett
Julian Cavett (* in Queens, New York City, New York) ist ein US-amerikanischer Schauspieler und Kurzfilmschaffender.

## Leben
Cavett wurde im New Yorker Stadtteil Queens geboren, wuchs aber überwiegend in Texas auf. Er sammelte schauspielerische Erfahrungen in Mexiko und Italien und erhielt seinen Bachelor of Fine Arts an der University of Texas at Austin. Als Bühnenschauspieler wirkte er in Stücken in Los Angeles, aber auch in El Paso mit. 2010 übernahm er die Hauptrolle des Rick im Kurzfilm Cinedreams, der auf einem Filmfestival in El Paso uraufgeführt wurde. Nach mehrjähriger Pause, folgten ab 2016 weitere Rollen in verschiedenen Kurzfilmen und Miniserien. Ab demselben Jahr trat er zusätzlich auch als Filmproduzent- und Regisseur sowie Drehbuchautor von Kurzfilmen in Erscheinung. 2018 spielte er in einer Episode der Fernsehserie Westworld mit. 2020 übernahm er mit der Rolle des Lt. Spielman eine größere Rolle im Actionfilm Top Gunner – Die Wächter des Himmels. Im selben Jahr spielte er eine Nebenrolle im Western Neues aus der Welt. 2021 produzierte er das Musikvideo zum Lied This Might Be It des Sängers The 1-800.

## Filmografie (Auswahl)

### Schauspiel
- 2010: Cinedreams (Kurzfilm)
- 2016: Cell Fracture (Kurzfilm)
- 2016: Abduction (Kurzfilm)
- 2016: Silent Sounds: The Diary (Kurzfilm)
- 2016: Get Yourself a Boyfriend (Miniserie)
- 2017: Broga (Miniserie)
- 2017: This Is How It Feels (Miniserie)
- 2017: Night to Night (Kurzfilm)
- 2017: Paranormal Land of Waste (Kurzfilm)
- 2017: My Lost Cat (Kurzfilm)
- 2017: Awaken (Miniserie)
- 2018: Hey..., (Kurzfilm)
- 2018: Westworld (Fernsehserie, Episode 2x01)
- 2018: Stranger Danger (Kurzfilm)
- 2018: Scafell Pike (Kurzfilm)
- 2018: Peripheral (Kurzfilm)
- 2018: Cadence (Kurzfilm)
- 2019: Caminante, Caminante: La Leyenda del Huay Chivo (Kurzfilm)
- 2019: Assumed (Kurzfilm)
- 2019: The Beast (Kurzfilm)
- 2019: Off-Key (Kurzfilm)
- 2019: Leilani (Kurzfilm)
- 2020: Top Gunner – Die Wächter des Himmels (Top Gunner)
- 2020: Neues aus der Welt (News of the World)
- 2020: In the White Space (Miniserie, Episode 1x14)

### Filmschaffender
- 2016: Cell Fracture (Kurzfilm; Produktion, Regie & Drehbuch)
- 2018: Hey..., (Kurzfilm; Produktion, Regie & Drehbuch)
- 2018: Scafell Pike (Kurzfilm; Produktion, Regie & Drehbuch)
- 2019: Neon Noir (Kurzfilm; Produktion)
- 2020: Threshold (Kurzfilm; Produktion, Regie & Drehbuch)

## Theater (Auswahl)
- A Steady Rain
- Footlose The Musical
- All is Calm
- Henry V.